# افلايسن (أفلا يسن)
افلايسن هي إحدى مشيخات المملكة المغربية، تتبع جغرافيا لإقليم شيشاوة وإداريًا لأفلا يسن. يقدر عدد سكانها بـ 4065 نسمة حسب الإحصاء الرسمي للسكان والسكنى لسنة 2004.